# Kabinett Arévalo

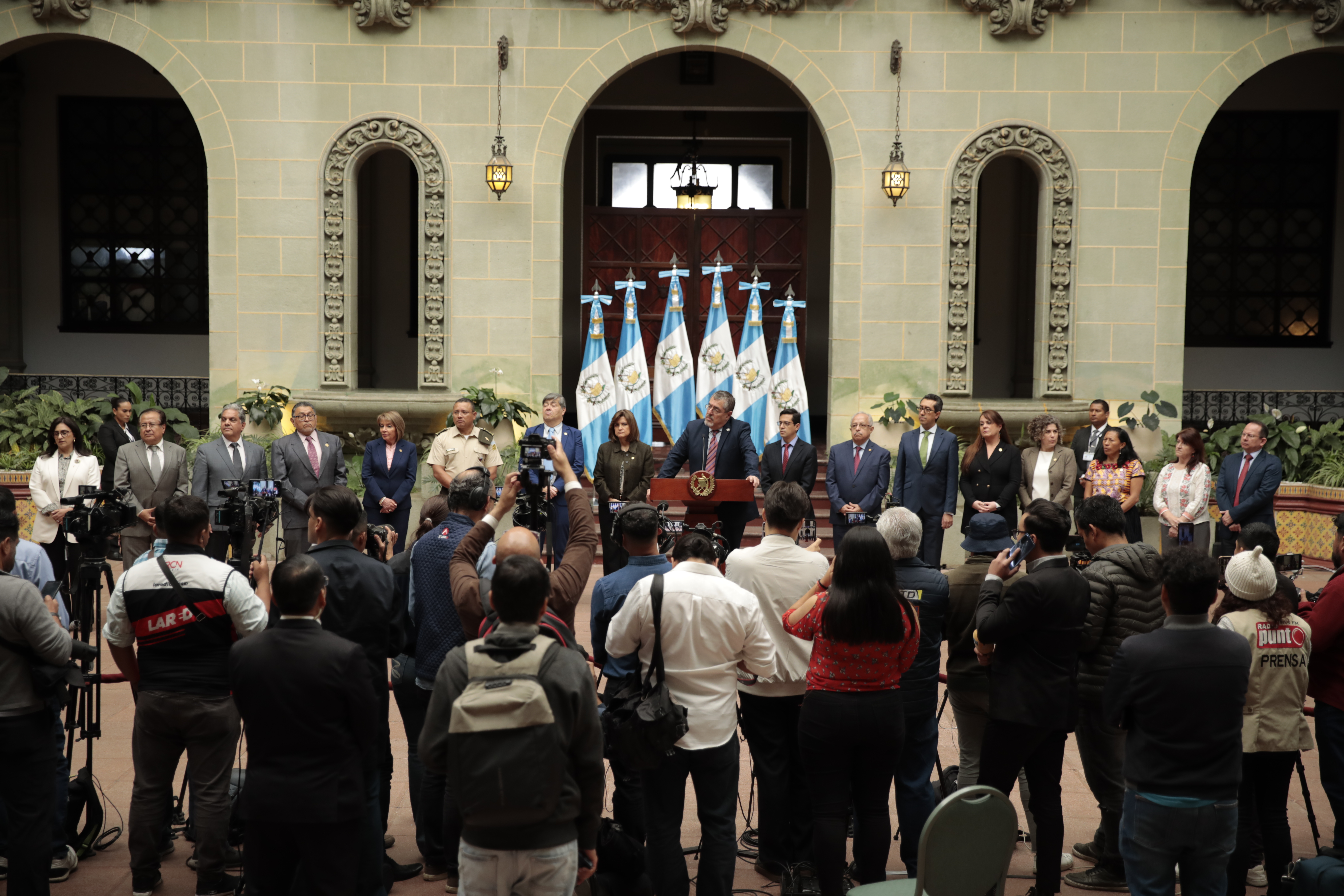
Präsident Bernardo Arévalo hielt in Begleitung von Vizepräsidentin Karin Herrera und dem Ministerkabinett eine Pressekonferenz ab

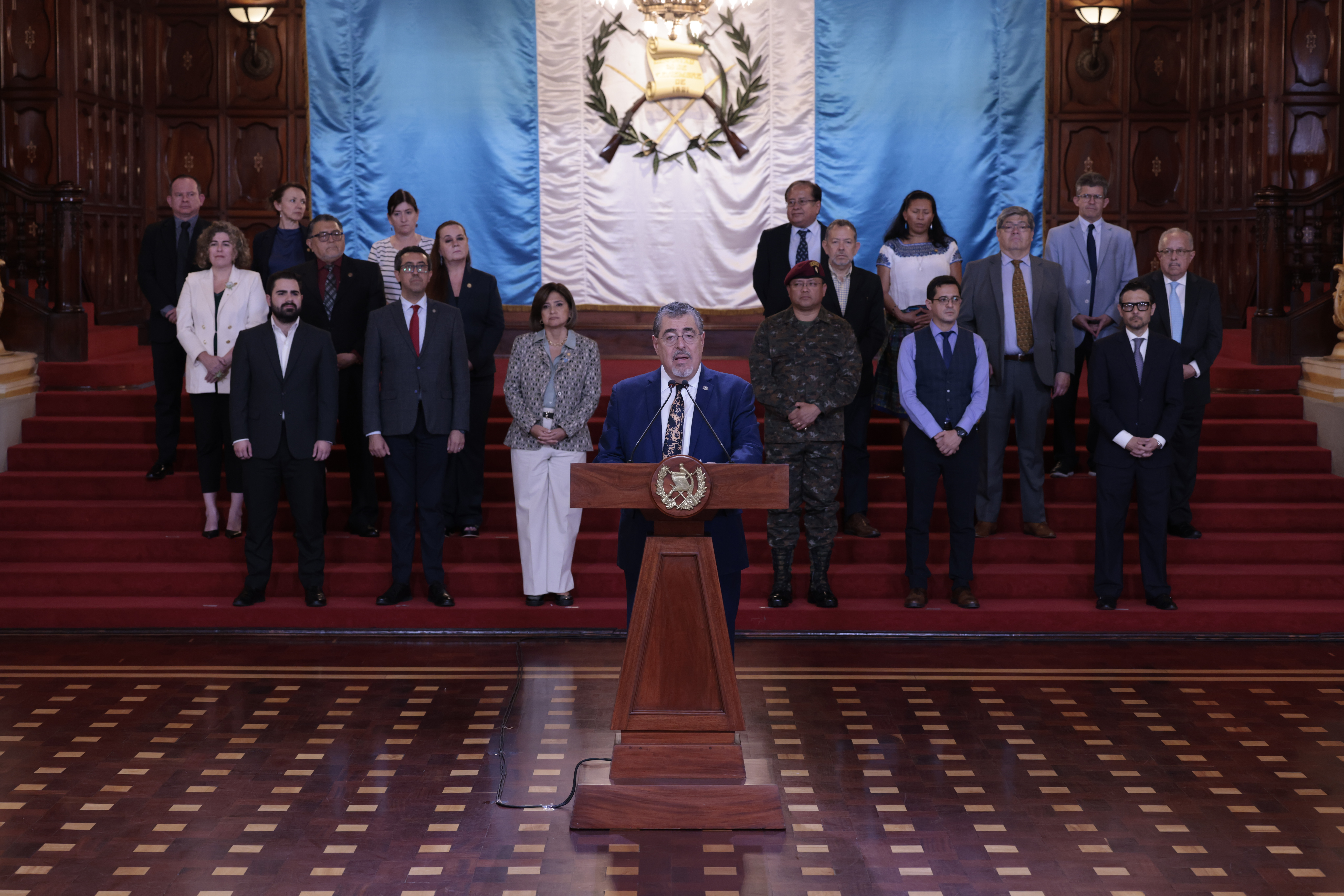
Das Kabinett (2024)

Das Kabinett Arévalo bildet seit dem 15. Januar 2024 die Regierung von Guatemala. Es löst das Kabinett Kabinett Giammattei ab. 

## Kabinettsmitglieder
| Amt                                                    | Name                                                             | Bild | Partei    |
| ------------------------------------------------------ | ---------------------------------------------------------------- | ---- | --------- |
| Präsident                                              | Bernardo Arévalo                                                 |      | Semilla   |
| Vizepräsidentin                                        | Karin Herrera                                                    |      | Semilla   |
| Minister für Landwirtschaft, Viehzucht und Ernährung   | Maynor Estrada (bis 8. Mai 2025)                                 |      | Semilla   |
| Minister für Landwirtschaft, Viehzucht und Ernährung   | María Fernanda Rivera (ab 9. Mai 2025)                           |      | Parteilos |
| Ministerin für Umwelt und natürliche Ressourcen        | María José Iturbide(bis 11. April 2024)                          |      | Parteilos |
| Ministerin für Umwelt und natürliche Ressourcen        | Patricia Orantes (seit 11. April 2024)                           |      | Semilla   |
| Ministerin für Kommunikation, Infrastruktur und Wohnen | Jazmín de la Vega (bis 17. Mai 2024)                             |      | Parteilos |
| Ministerin für Kommunikation, Infrastruktur und Wohnen | Félix Alvarado (20. Mai 2024 bis 15. November 2024)              |      | Semilla   |
| Ministerin für Kommunikation, Infrastruktur und Wohnen | Paola Constantino (15. November 2024 bis 13. Januar 2025)        |      | Parteilos |
| Ministerin für Kommunikation, Infrastruktur und Wohnen | Miguel Ángel Díaz Bobadilla (seit 13. Januar 2025)               |      | Parteilos |
| Ministerin für Kultur und Sport                        | Liwy Grazioso                                                    |      | Parteilos |
| Minister für Nationale Verteidigung                    | Henry Saenz Ramos                                                |      | Militär   |
| Minister für Gesellschaftliche Entwicklung             | Abelardo Pinto                                                   |      | Semilla   |
| Ministerin für Wirtschaft                              | Gabriela García-Quinn                                            |      | Parteilos |
| Ministerin für Bildung                                 | Anabella Giracca                                                 |      | Semilla   |
| Minister für Energie und Bergbau                       | Víctor Hugo Ventura Ruiz                                         |      | Parteilos |
| Minister für Öffentliche Finanzen                      | Jonathan Menkos                                                  |      | Semilla   |
| Minister für Inneres                                   | Francisco Jiménez Irungaray                                      |      | Parteilos |
| Minister für auswärtige Beziehungen                    | Carlos Ramiro Martínez                                           |      | Parteilos |
| Minister für Gesundheits- und Sozialhilfe              | Óscar Cordón Cruz (bis 12. Juni 2024)                            |      | Parteilos |
| Minister für Gesundheits- und Sozialhilfe              | Sandra Angelina Aparicio Sical (15. Juni 2024 bis 15. Juli 2024) |      | Parteilos |
| Minister für Gesundheits- und Sozialhilfe              | Joaquin Barnoya Pérez (seit 15. Juli 2024)                       |      | Parteilos |
| Ministerin für Arbeit und soziale Sicherheit           | Miriam Roquel Chávez                                             |      | WINAQ     |